# Tōkai Rika
Tōkai Rika est une entreprise d'équipement automobile japonais. Créée en 1948, elle appartient en 2013 à 31,16% à Toyota. Elle est potentiellement impliquée en 2013 dans un cartel sur les systèmes électriques et électroniques de distribution, après des perquisitions qui ont également étaient faites sur Denso Corporation et Yazaki,.